# Yellow Bluff
Yellow Bluff è un comune degli Stati Uniti d'America situato nella contea di Wilcox dello Stato dell'Alabama.